# Station Maintal Ost
Station Maintal Ost is een spoorwegstation in de Duitse plaats Maintal.